# Anauxesida insularis
Anauxesida insularis là một loài bọ cánh cứng trong họ Cerambycidae.